# Wu Bin
Wu Bin (chiń. 吴彬; ur. 26 maja 1998) – chiński florecista, srebrny medalista mistrzostw świata.
Podczas mistrzostw świata w Mediolanie w 2023 roku Chińczycy w składzie: Chen Haiwei, Mo Ziwei, Wu Bin i Xu Jie zdobyli srebrny medal w zawodach drużynowych. Był też między innymi siódmy drużynowo na mistrzostwach świata w Budapeszcie w 2019 roku.
Zdobył także srebrny medal drużynowo igrzyskach azjatyckich w Hangzhou w 2023 roku.